# Децата на Луната
„Децата на Луната“ (на руски: Дети Луны) е историческо-приключенска повест от руския писател Борис Акунин, написана през 2008 г. Това е втората част от втората книга за приключенията на руския и немски шпиони по време на Първата световна война. Той описва приключенията на Алексей Романов в Санкт Петербург през есента на 1915 г. Книгата е написана в духа и стилистиката на декадентския период в литературата.

## Сюжет
Внимание:  Текстът по-долу разкрива сюжета на произведението (или части от него)!
... Есента на 1915 г. След успешното завършване на операцията в Швейцария (Мъката на разбитото сърце) Алексей Романов най-накрая решава да свърже живота си с контраразузнаването. Той отива на специални военни курсове и започва да се учи на трудното изкуство да разкрива чуждите шпиони. В средата на следването си Романов, вече прапоршчик, получава от генерал Жуковски и княз Козловски, началник на Алексей, нова и отговорна задача.
... Полковник Шахов, който работи в Главната артилерийска дирекция, открива, че дъщеря му Алина тайно заснема секретни документи. Алина е болна наркоманка, и Шахов предполага, че опитвайки се да получи друга партида морфин, Алина започва да работи за германското разузнаване. Въпреки чувствата си на баща, Шахов все пак съобщава този факт на контраразузнаването, и генерал Жуковски решава да организира залавянето на немския шпионин по време на срещата му с Алина.
Алина често ходи в клуба „Децата на Луната“, където младите хора се събират, завладени от декаденса. Приемайки, че предаването на информацията се извършва там, княз Козловски предлага на Романов да се облече като един от гостите на клуба, и да следи Алина Шахова. Красивата, но умираща от наркотиците, Алина, предизвиква у Романов чувство на съжаление, а след това и обич. Алексей се опитва да проникне нейната тайна, но истината в този случай е невероятна страшна ...

## Исторически препратки
- „Поета Селен“, за който се говори в декаденския клуб е известния руски поет на „сребърния век“ Владислав Ходасевич.